# John Sasi
John Sasi (ur. 20 lutego 1979 w Hamilton) – kanadyjski wioślarz.

## Osiągnięcia
- Mistrzostwa Świata – Eton 2006 – czwórka bez sternika wagi lekkiej – 4. miejsce[1].
- Mistrzostwa Świata – Monachium 2007 – dwójka bez sternika wagi lekkiej – 9. miejsce[1].
- Igrzyska Olimpijskie – Pekin 2008 – dwójka podwójna wagi lekkiej – 12. miejsce[1].
- Mistrzostwa Świata – Poznań 2009 – czwórka bez sternika wagi lekkiej – 11. miejsce[1].